# Галвес, Томас
Томас Кристиан Галвес (фин. Tomas Kristian Galvez; род. 28 января 2005, Лондон) — финский футболист, полузащитник клуба «Манчестер Сити» и сборной Финляндии. Выступает на правах аренды за нидерландский клуб «Камбюр».
Галвес родился в Англии в семье испанца и финки.

## Клубная карьера
Галвес — воспитанник клубов «Уотфорд» и «Манчестер Сити». В 2022 году Томас начал выступать за резервную команду последних.

## Международная карьера
9 января 2023 года в товарищеском матче против сборной Швеции Галвес дебютировал за сборную Финляндии.